# Pentahidrita
La pentahidrita és un mineral de la classe dels sulfats que pertany al grup de la calcantita. El seu nom fa al·lusió a la seva composició química amb cinc (penta-) molècules d'aigua (hidr-) en la seva fórmula.

## Característiques
La pentahidrita és un sulfat de magnesi pentahidrat amb fórmula química Mg(SO₄)(H₂O)₄·H₂O. Cristal·litza en el sistema triclínic típicament en forma d'eflorescències. La seva duresa a l'escala de Mohs és 2,5.
Segons la classificació de Nickel-Strunz, la pentahidrita pertany a «07.CB: Sulfats (selenats, etc.) sense anions addicionals, amb H₂O, amb cations de mida mitjana» juntament amb els següents minerals: dwornikita, gunningita, kieserita, poitevinita, szmikita, szomolnokita, cobaltkieserita, sanderita, bonattita, aplowita, boyleita, ilesita, rozenita, starkeyita, drobecita, cranswickita, calcantita, jôkokuïta, sideròtil, bianchita, chvaleticeïta, ferrohexahidrita, hexahidrita, moorhouseïta, niquelhexahidrita, retgersita, bieberita, boothita, mal·lardita, melanterita, zincmelanterita, alpersita, epsomita, goslarita, morenosita, alunògen, metaalunògen, aluminocoquimbita, coquimbita, paracoquimbita, romboclasa, kornelita, quenstedtita, lausenita, lishizhenita, römerita, ransomita, apjohnita, bilinita, dietrichita, halotriquita, pickeringita, redingtonita, wupatkiïta i meridianiïta.

## Formació i jaciments
La pentahidrita va ser descoberta al Districte de Cripple Creek, al comtat de Teller (Colorado, Estats Units). També ha estat descrita a West Salt Creek en eflorescències en shales (Comtat de Mesa, Colorado) i en els estats nord-americans d'Arizona, Califòrnia, Montana, Nevada, Utah i Virgínia, on s'ha trobat en una eflorescència sobre les fustes de les mines. Fora dels Estats Units ha estat descrita a Alemanya, l'Argentina, Àustria, Hongria, Itàlia, l'Índia, Namíbia, Noruega, el Perú, Polònia, la República Txeca, Rússia i el Senegal, on s'ha trobat en sols de sulfats àcids.
Sol trobar-se associada a altres minerals com: alunògen i calcantita.